# علی‌اکبر خان
علی‌اکبر خان (به بنگالی: আলী আকবর খাঁ) (۱۴ آوریل ۱۹۲۲ — ۱۸ ژوئن ۲۰۰۹) آهنگساز، نوازنده سارود و معلم موسیقی هندی بود. او تعداد زیادی راگا نوشت و موسیقی چندین فیلم را نیز تهیه نمود. علی‌اکبر خان که ملقب به استاد نیز بود، نقش مهمی در معرفی موسیقی سنتی هند در غرب داشت.

## زندگی
علی‌اکبر خان توسط پدرش، علاءالدین خان آموزش یافت. از ۱۳ سالگی آغاز به اجرا کرد. در ۱۹۵۵ نوازنده ویولن، یهودی منوهین، خان را به نیویورک دعوت کرد. او از آن زمان بیشتر در غرب به فعالیت و اجرا پرداخت و با شوهر خواهرش، راوی شانکار همکاری نمود. از میان آلبوم‌هایش می‌توان به «راگای چهل دقیقه‌ای» (۱۹۶۸) و «سفر» (۱۹۹۰) اشاره کرد. وی مدرسه‌های موسیقی در کلکته (۱۹۵۶)، سان رافائل، کالیفرنیا (۱۹۶۷) و بازل سوئیس (۱۹۸۵) تأسیس کرد.